# Chacabuco (Buenos Aires)
Chacabuco is een plaats in het Argentijnse bestuurlijke gebied Chacabuco in de provincie Buenos Aires. De plaats telt 38,418 inwoners.

## Geboren
- Daniel Passarella (25 mei 1953), voetballer
- Sergio Vargas (17 augustus 1965), voetballer